# Robert Sikorski
Robert Sikorski (ur. 18 stycznia 1977 w Dębnie) – polski piłkarz występujący na pozycji napastnika.
Jest wychowankiem Odry Chojny. Następnie grał w drużynach: Pogoń Szczecin, Stal Telgom Szczecin, Pogoń, Arka Gdynia, Odra, Torgelower SV Greif (Niemcy). Grał również w halowym zespole Pogoń 04 Szczecin.
W ekstraklasie zadebiutował jako piłkarz Pogoni 2 sierpnia 1998 w meczu z ŁKS-em Łódź (1-1), w tym meczu zdobył także w 75 min. swojego 1 gola.
W I lidze wystąpił w 47 meczach (wszystkie w barwach Pogoni) i strzelił 2 bramki.